# Santo Marcianò
Santo Marcianò (Reggio Calabria, 10 aprile 1960) è un arcivescovo cattolico italiano, dal 1º luglio 2025 vescovo eletto di Frosinone-Veroli-Ferentino e di Anagni-Alatri.

## Biografia
Nasce a Reggio Calabria, città capoluogo di provincia e sede arcivescovile, il 10 aprile 1960.

### Formazione e ministero sacerdotale
Si laurea in economia e commercio presso l'Università degli Studi di Messina nel 1982. L'anno seguente intraprende il cammino vocazionale presso il Pontificio Seminario Romano Maggiore, nella capitale, conseguendo, nel 1987, il baccellierato in teologia presso la Pontificia Università Lateranense.
Ordinato diacono a Roma il 24 ottobre 1987 dal cardinale Ugo Poletti, il 9 aprile 1988 è ordinato presbitero, nella cattedrale di Reggio Calabria, dall'arcivescovo Aurelio Sorrentino.
Dal 1988 al 1991 è parroco a Santa Venere e vicario parrocchiale a Santa Maria del Divino Soccorso. Nel 1990 consegue il dottorato in sacra liturgia presso il Pontificio ateneo Sant'Anselmo. Dal 1991 al 1996 è padre spirituale nel Seminario Maggiore Pio XI e, dal 1996 al 2006, rettore dello stesso e docente di liturgia e teologia sacramentaria. Dal 2000 al 2006 è direttore del centro diocesano vocazioni.
È anche membro della commissione liturgica pastorale, presidente del collegio dei revisori dei conti e membro del collegio dei consultori.
Ricopre gli incarichi di delegato arcivescovile per il diaconato permanente e i ministeri e di consigliere spirituale della Conferenza di San Vincenzo de' Paoli per la Calabria. Nel 1997 è nominato canonico del capitolo metropolitano ed è stato anche membro di diritto del consiglio presbiterale e del Consiglio pastorale diocesano.
Iscritto all'ordine e al sindacato dei giornalisti della Calabria e alla sezione Calabria dell'Unione cattolica della stampa italiana, è giornalista pubblicista dal 5 settembre 1992 e direttore responsabile della rivista Euntes Ergo e del mensile Con Gesù nella notte. È autore di libri e numerosi articoli di carattere liturgico-pastorale e vocazionale.

### Ministero episcopale

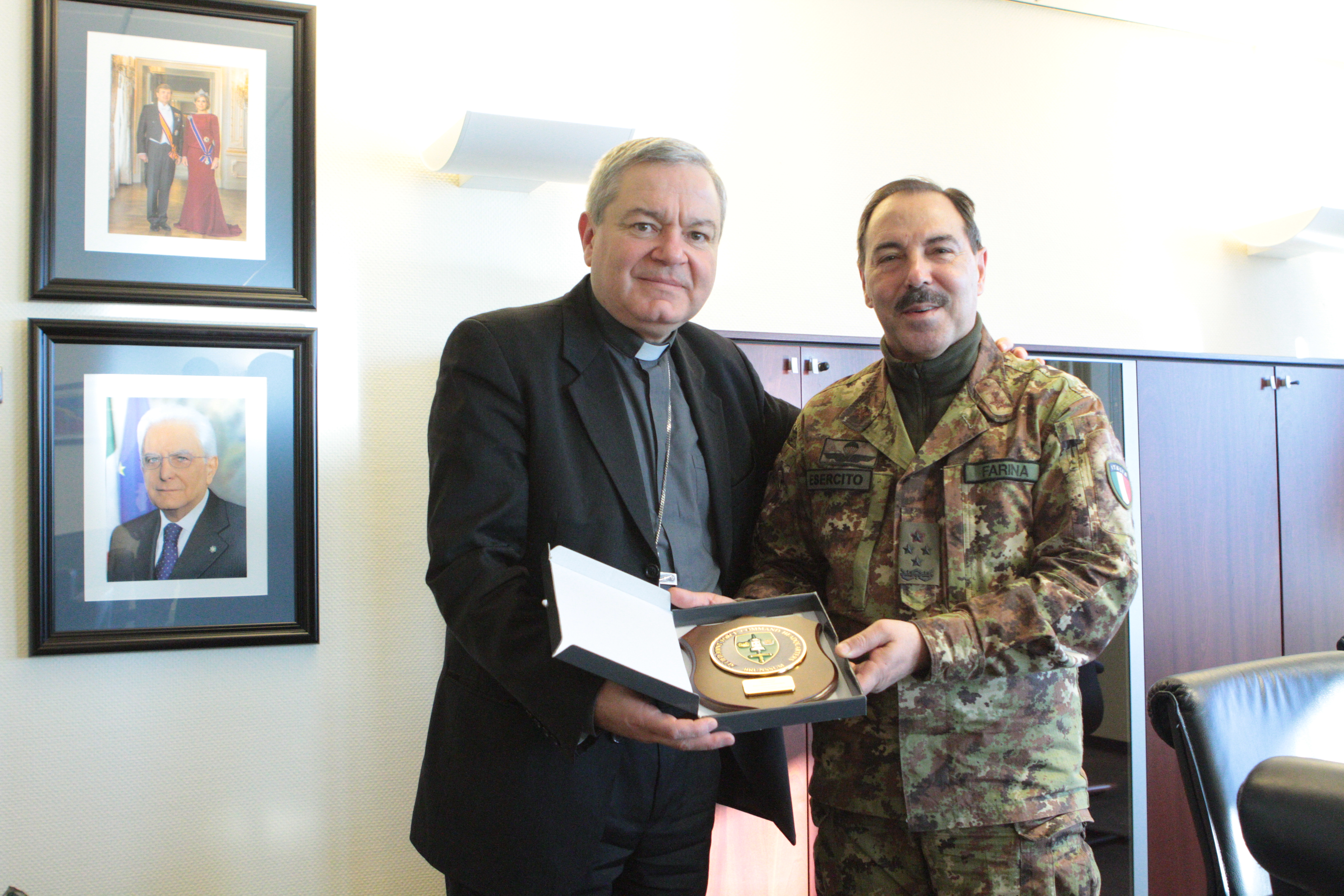
L'arcivescovo Marcianò con il generale Salvatore Farina, il 19 gennaio 2017.

Il 6 maggio 2006, all'età di 46 anni, papa Benedetto XVI lo nomina arcivescovo di Rossano-Cariati; succede ad Andrea Cassone, dimessosi per raggiunti limiti di età. Il 21 giugno seguente riceve l'ordinazione episcopale, nella cattedrale di Reggio Calabria, dall'arcivescovo Vittorio Luigi Mondello, co-consacranti gli arcivescovi Andrea Cassone e Salvatore Nunnari. Il 22 luglio prende possesso dell'arcidiocesi.
È segretario della Conferenza episcopale calabra e segretario della commissione per l'ecumenismo e il dialogo della Conferenza Episcopale Italiana.
Il 10 ottobre 2013 papa Francesco lo nomina ordinario militare per l'Italia; succede a Vincenzo Pelvi, cessato dall'incarico l'11 agosto precedente. In quanto ordinario militare per l'Italia, riceve il grado onorifico di generale di corpo d'armata, secondo quanto previsto dalla legge.
Cessa dall'incarico il 10 aprile 2025 al compimento del 65º anno di età, in conformità alla legge italiana; lo stesso giorno gli succede Gian Franco Saba, fino ad allora arcivescovo metropolita di Sassari.
Il 1º luglio 2025 papa Leone XIV lo nomina vescovo, con il titolo personale di arcivescovo, di Frosinone-Veroli-Ferentino e di Anagni-Alatri, diocesi unite in persona episcopi; succede ad Ambrogio Spreafico, dimessosi per raggiunti limiti di età. Prenderà possesso della diocesi di Frosinone-Veroli-Ferentino il 7 settembre e di quella di Anagni-Alatri il 14 settembre.

## Genealogia episcopale e successione apostolica
La genealogia episcopale è:
- Cardinale Scipione Rebiba
- Cardinale Giulio Antonio Santori
- Cardinale Girolamo Bernerio, O.P.
- Arcivescovo Galeazzo Sanvitale
- Cardinale Ludovico Ludovisi
- Cardinale Luigi Caetani
- Cardinale Ulderico Carpegna
- Cardinale Paluzzo Paluzzi Altieri degli Albertoni
- Papa Benedetto XIII
- Papa Benedetto XIV
- Papa Clemente XIII
- Cardinale Marcantonio Colonna
- Cardinale Giacinto Sigismondo Gerdil, B.
- Cardinale Giulio Maria della Somaglia
- Cardinale Carlo Odescalchi, S.I.
- Cardinale Costantino Patrizi Naro
- Cardinale Lucido Maria Parocchi
- Papa Pio X
- Cardinale Gaetano De Lai
- Cardinale Raffaele Carlo Rossi, O.C.D.
- Cardinale Amleto Giovanni Cicognani
- Cardinale Salvatore Pappalardo
- Arcivescovo Vittorio Luigi Mondello
- Arcivescovo Santo Marcianò

La successione apostolica è:
- Vescovo Luigi Renzo (2007)
- Vescovo Francesco Milito (2012)

## Onorificenze e riconoscimenti
- Il 21 aprile 2021 riceve dall'Accademia Bonifaciana di Anagni, su proposta del rettore presidente Sante De Angelis, il premio internazionale Bonifacio VIII "per una cultura della Pace" (XIX edizione) e il titolo di senatore accademico, approvato dal patrono spirituale, il cardinale José Saraiva Martins, e dal presidente del Comitato scientifico della stessa istituzione, il vescovo Enrico dal Covolo.[13]